# Cshangvon
Cshangvon (Changwon) Dél-Korea Dél-Kjongszang (Dél-Gyeongsang) tartományának székhelye.

## Közigazgatása
| Cshangvon kerületei (Changwon) | Cshangvon kerületei (Changwon) | Cshangvon kerületei (Changwon) | Cshangvon kerületei (Changwon) | Cshangvon kerületei (Changwon) |
| --- | ------------------------------ | ------------------------------ | ------------------------------ | ------------------------------ |
| Mirjang (Miryang) Haman megye Kimhe (Gimhae) Icshang-ku (Uichang-gu) Maszanhövon-ku (Masanhoewon-gu) Maszanhappho-ku (Masanhappo-gu) Csinhe-ku (Jinhae-gu) Szongszan-ku (Seongsan-gu) |                                |                                |                                |                                |
| Kerület | Hangul                         | Handzsa (Hanja)                | Terület (km²)                  | Népesség (2015)                |
| Icshang-ku (Uichang-gu) | 의창구                         | 義昌區                         | 211,17                         | 255 200                        |
| Szongszan-ku (Seongsan-gu) | 성산구                         | 城山區                         | 82,20                          | 234 908                        |
| Maszanhappho-ku (Masanhappo-gu) | 마산합포구                     | 馬山合浦區                     | 240,65                         | 178 945                        |
| Maszanhövon-ku (Masanhoewon-gu) | 마산회원구                     | 馬山會原區                     | 90,58                          | 208 766                        |
| Csinhe-ku (Jinhae-gu) | 진해구                         | 鎭海區                         | 122,52                         | 181 422                        |